# Васильев, Анатолий Исаакович
Анатолий Исаакович Васильев (род. 26 сентября 1939, Москва) — советский и российский актёр театра и кино, кинорежиссёр. Заслуженный артист России (1999).

## Биография
Анатолий Васильев родился в Москве; после окончания средней школы некоторое время был рабочим сцены в Московском театре драмы и комедии. Отслужив в армии, в 1962 году поступил в Щукинское училище, в мастерскую Анатолия Борисова.
Ещё в 1962 году вместе с однокурсником Борисом Хмельницким Анатолий Васильев написал музыку для студенческого спектакля «Добрый человек из Сезуана» по пьесе Б. Брехта, — спектакля, с которого два года спустя началась любимовская «Таганка».
В 1964 году, когда Юрий Любимов возглавил Театр на Таганке, Васильев, тогда ещё студент 3-го курса, стал актёром преобразованного театра и дебютировал на его сцене в роли Янг Суна в «Добром человеке из Сезуана». Васильев и Хмельницкий очень скоро стали «официальными композиторами» театра. «Два года, — вспоминал Васильев, — мы учились и не учились… Мы приходили в училище, за нами ходили толпы… Преподаватели спрашивали: „А как там у вас на Таганке?“ Мы же сдавали мастерство, а наши дипломы были по работам в Театре на Таганке. И в труппе тогда мы были лидерами…»
Васильев и Хмельницкий написали музыку и к спектаклям «Жизнь Галилея» и «Антимиры», но в последнем у них уже появился соавтор — Владимир Высоцкий, вскоре оттеснивший обоих на второй план.
В 1966 году Анатолий Васильев окончил Училище им. Щукина и поступил на отделение режиссёров телевидения Высших курсов сценаристов и режиссёров (мастерская Л. Трауберга), которые окончил в 1970 году. С этого времени, продолжая служить в Театре на Таганке, был режиссёром-постановщиком творческого объединения «Экран».

## Семья
В 1970—1978 годах Васильев был женат на советской и российской актрисе театра и кино, народной артистке РСФСР Марине Неёловой
. Затем на протяжении 30 лет состоял в фактическом браке с советской и российской актрисой театра и кино, народной артисткой СССР Ией Саввиной (познакомились в 1979 году). Официально брак был заключён лишь за две недели до её смерти, в 2011 году. Являлся опекуном Сергея Всеволодовича Шестакова (у которого был синдром Дауна) (1957—2021) — сына Ии Саввиной от первого брака с учёным-гидрогеологом, актером Всеволодом Михайловичем Шестаковым (1927—2011).

## Творчество

### Театр
- 1964 — «Добрый человек из Сезуана» Б. Брехта. Постановка Юрия Любимова — Янг Сун
- 1965 — «Десять дней, которые потрясли мир» по Д. Риду. Постановка Ю. Любимова — от театра, Цыган, красногвардеец, Солдат революции
- 1965 — «Антимиры» А. Вознесенского. Постановка Ю. Любимова
- 1967 — «Послушайте!» по стихам В. Маяковского. Постановка Ю. Любимова
- 1967 — «Пугачёв» С. Есенина. Постановка Ю. Любимова — Зарубин
- 1972 — «Под кожей статуи свободы» Е. Евтушенко. Постановка Ю. Любимова — Гитарист, Студент
- 1975 — «Пристегните ремни» Г. Бакланова и Ю. Любимова. Постановка Ю. Любимова — Старшина Пономарёв, Игорь
- 1980 — «Дом на набережной» по роману Ю. Трифонова. Постановка Ю. Любимова — Ширейко
- 1981 — «Владимир Высоцкий». Постановка Ю. Любимова
- 1998 — «Шарашка», по мотивам романа А. Солженицына «В круге первом». Постановка Ю. Любимова — Каган
- 2008 — «Замок» по роману Ф. Кафки. Постановка Ю. Любимова — Хозяин

### Фильмография

#### Актёр
- 1972 — Петерс — Александр Веленко, казначей савинковского союза
- 1974 — Морские ворота — Игорь, рыбак
- 1987 — В Крыму не всегда лето — Микола Андреевич Шевченко (озвучивал Алексей Золотницкий)

#### Режиссёр
- 1970 — Цвет белого снега (короткометражный)
- 1976 — Город с утра до полуночи
- 1978 — Фотографии на стене
- 1980 — Плывут моржи
- 1989 — И вся любовь